# Liste der Sieger bei Snooker-Ranglistenturnieren
Diese Liste gibt Auskunft über die Sieger bei Snooker-Ranglistenturnieren.
Der Snooker-Weltverband (WPBSA) führte zur Saison 1976/77 eine Weltrangliste ein. Diese galt rückwirkend für die vergangenen drei Jahre, also ab der WM 1974. Zunächst wurden für die Rangliste nur die Ergebnisse bei der jährlichen Weltmeisterschaft berücksichtigt, ab der Saison 1982/83 kamen weitere Ranglistenturniere hinzu. Ab Mitte der 1980er wurden meist zwischen sechs und zwölf Veranstaltungen jährlich ausgespielt, insgesamt 443 Turniere (Stand: nach der Championship League 2025). Die Zahl der Sieger ist daher, verglichen mit anderen Sportarten wie z. B. Tennis, eher gering.
Die folgende Tabelle berücksichtigt nur Titelgewinner, deren Ergebnisse auch in die Weltrangliste eingeflossen sind. Ausgenommen sind die sogenannten Minor Ranking Events: In den frühen 1990ern wurde bei vier Turnieren jeweils nur ein Zehntel der normalen Ranglistenpunkte verteilt. Diese Veranstaltungen wurden von den etablierten Spielern jedoch nicht angenommen und nach kurzer Zeit vom Weltverband wieder abgeschafft. Die Sieger der Minor Ranking Events waren Joe Swail, Tony Drago, Troy Shaw und Chris Small. Letzter verbuchte allerdings auch einen regulären Turniersieg und ist daher in der Liste verzeichnet. Ebenfalls nicht berücksichtigt sind die Vor-Turniere der Players Tour Championship, welche von der Saison 2010/11 bis zur Saison 2015/16 ausgetragen wurden und ebenfalls Minor-Ranking-Turniere waren.
Die tatsächliche Leistungsstärke der erfolgreichsten Spieler der 1970er, 1980er und frühen 1990er kann von dieser Liste allerdings nicht ausreichend wiedergegeben werden, da sich ihre Erfolge zum Teil nicht in Ranglistenergebnissen niedergeschlagen haben. Dies betrifft vor allem die mehrfachen Weltmeister Ray Reardon, John Spencer und Alex Higgins, deren frühe WM-Titel (bis 1973) hier nicht aufgeführt werden. Auch nicht mitgezählt werden die frühen Titel bei der UK Championship, da diese erst 1984 Ranglistenturnier wurde.

## Liste der Sieger
- Platz: Ordnet die Spieler nach Anzahl ihrer Turniersiege. Bei Gleichstand wird zunächst der Spieler genannt, der sein erstes Turnier früher gewann.
- Name: Nennt den Namen des Spielers.
- Nation: Nennt die Nationalität, unter welcher der Spieler beim Weltverband geführt wird.
- Lebensdaten: Nennt das Geburtsdatum und gegebenenfalls das Sterbedatum des Spielers. Die Sortierung erfolgt anhand des Geburtsdatums.
- Siege: Nennt die Anzahl Turniersiege des Spielers im Laufe seiner Karriere.
- Von: Nennt das erste Kalenderjahr, in dem der Spieler ein Turnier gewann.
- Bis: Nennt das letzte Kalenderjahr, in dem der Spieler ein Turnier gewann.

Anmerkung: Die Liste ist sortierbar: Durch Anklicken eines Spaltenkopfes wird die Liste nach dieser Spalte sortiert, zweimaliges Anklicken kehrt die Sortierung um. Durch das Anklicken zweier Spalten hintereinander lässt sich jede gewünschte Kombination erzielen.
Bisher trugen sich 78 unterschiedliche Spieler aus 14 Nationen in die Siegerlisten ein.
Stand: nach der Championship League 2025

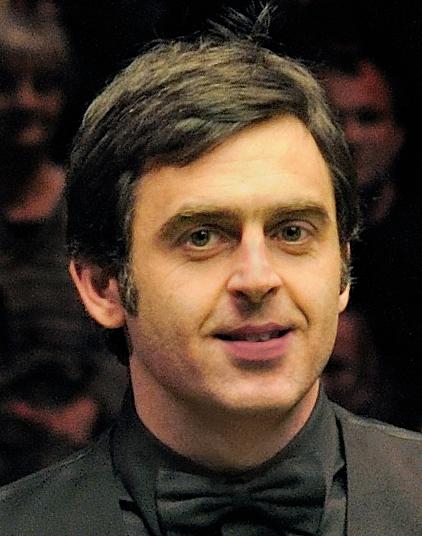
Platz 1: Ronnie O’Sullivan

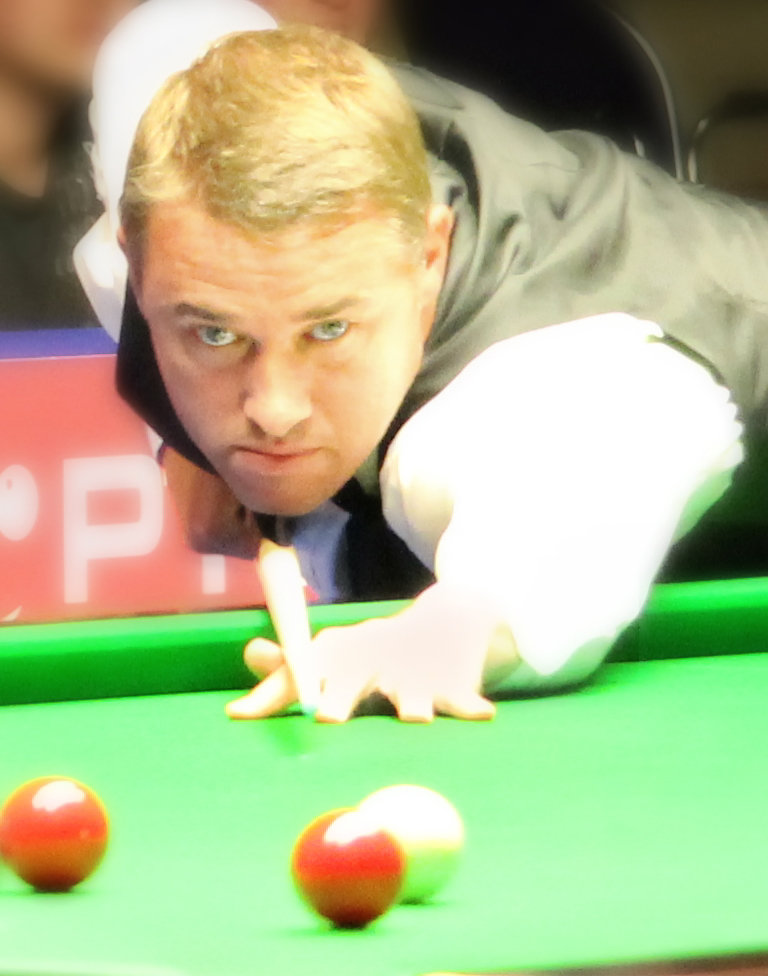
Platz 2: Stephen Hendry

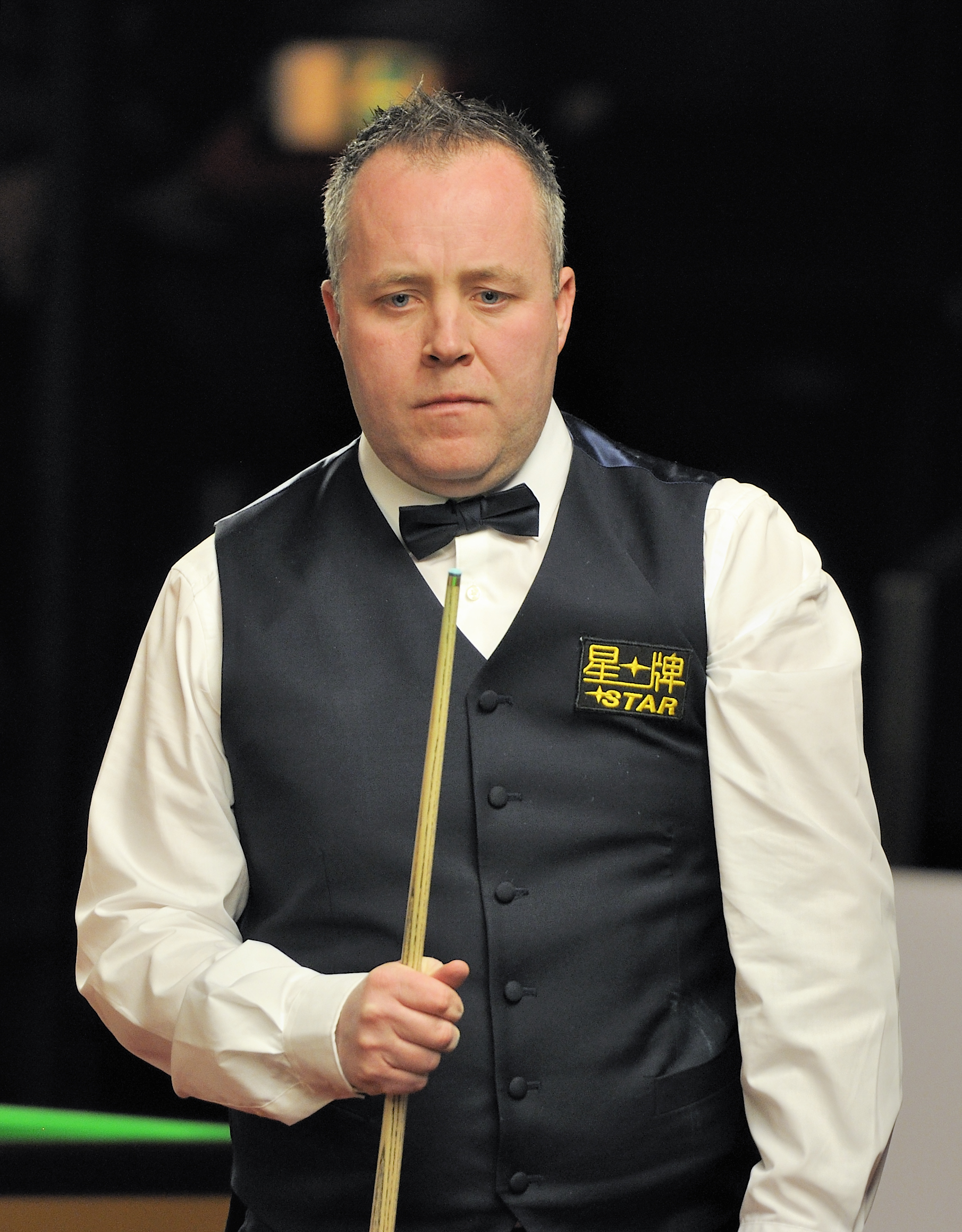
Platz 3: John Higgins

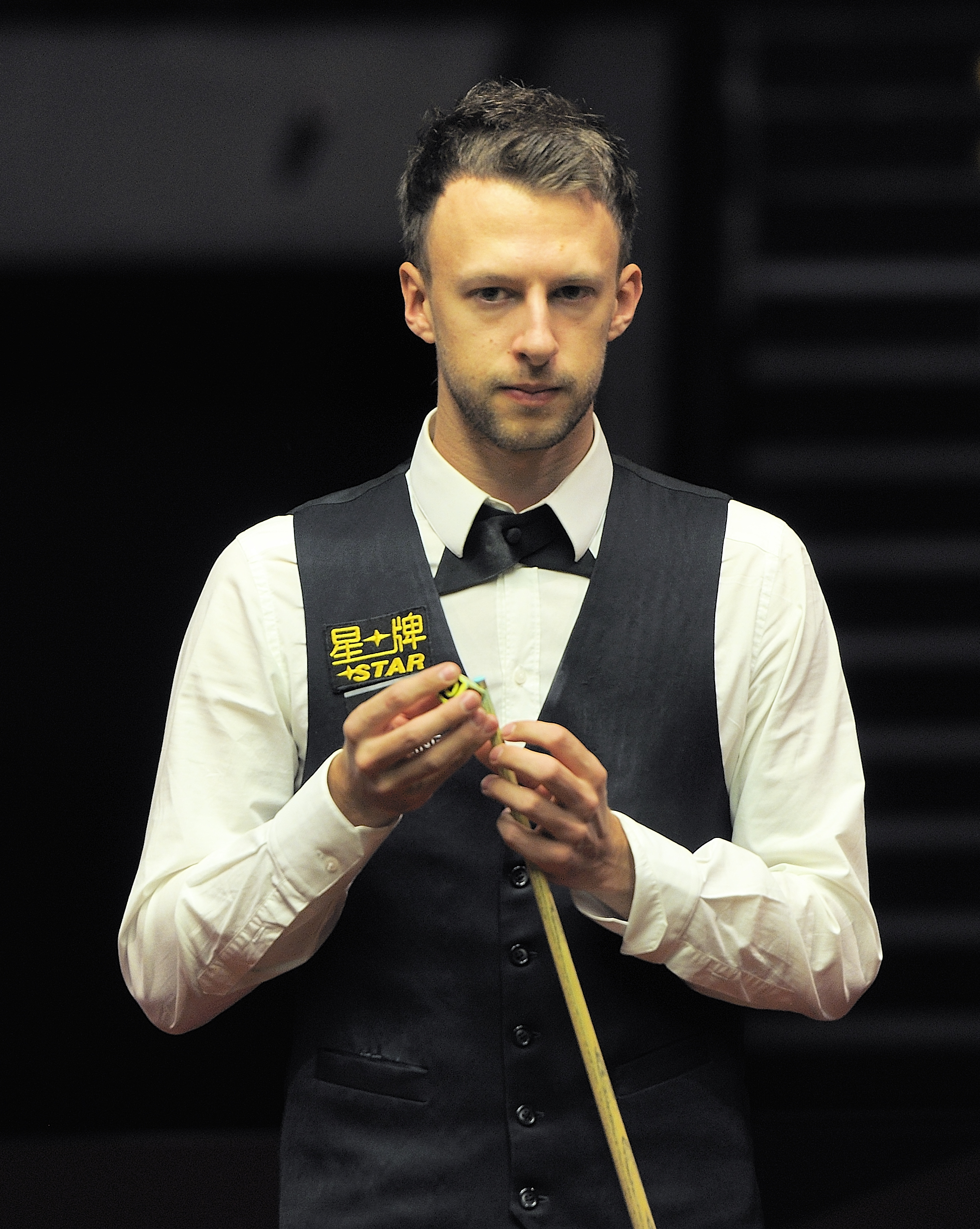
Platz 4: Judd Trump

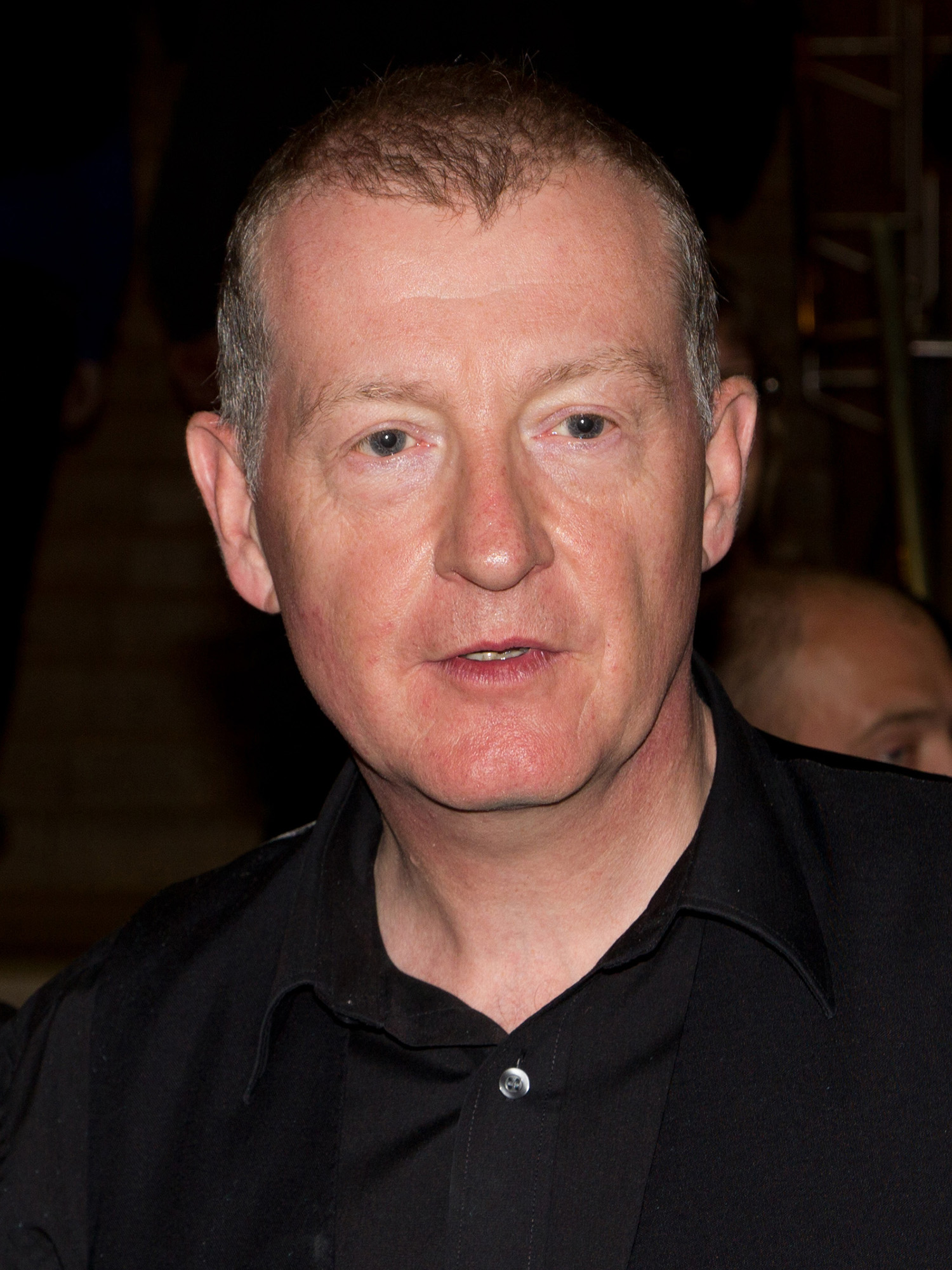
Platz 5: Steve Davis

| Platz | Name               | Nation              | Lebensdaten                   | Siege | Von  | Bis  |
| ----- | ------------------ | ------------------- | ----------------------------- | ----- | ---- | ---- |
| 1     | Ronnie O’Sullivan  | England             | 5. Dez. 1975                  | 41    | 1993 | 2024 |
| 2     | Stephen Hendry     | Schottland          | 13. Jan. 1969                 | 36    | 1987 | 2005 |
| 3     | John Higgins       | Schottland          | 18. Mai 1975                  | 33    | 1994 | 2025 |
| 4     | Judd Trump         | England             | 20. Aug. 1989                 | 30    | 2011 | 2024 |
| 5     | Steve Davis        | England             | 22. Aug. 1957                 | 28    | 1981 | 1995 |
| 6     | Mark Williams      | Wales               | 21. März 1975                 | 26    | 1996 | 2024 |
| 7     | Neil Robertson     | Australien          | 11. Feb. 1982                 | 25    | 2006 | 2025 |
| 8     | Mark Selby         | England             | 19. Juni 1983                 | 24    | 2008 | 2025 |
| 9     | Ding Junhui        | China Volksrepublik | 1. Apr. 1987                  | 15    | 2005 | 2024 |
| 10    | Shaun Murphy       | England             | 10. Aug. 1982                 | 12    | 2005 | 2023 |
| 11    | Mark Allen         | Nordirland          | 22. Feb. 1986                 | 11    | 2012 | 2024 |
| 12    | Jimmy White        | England             | 2. Mai 1962                   | 10    | 1985 | 2004 |
| 12    | Kyren Wilson       | England             | 23. Dez. 1991                 | 10    | 2015 | 2025 |
| 14    | John Parrott       | England             | 11. Mai 1964                  | 9     | 1989 | 1996 |
| 14    | Peter Ebdon        | England             | 27. Aug. 1970                 | 9     | 1993 | 2012 |
| 16    | Stephen Maguire    | Schottland          | 13. März 1981                 | 7     | 2004 | 2025 |
| 17    | Ken Doherty        | Irland              | 17. Sep. 1969                 | 6     | 1993 | 2006 |
| 17    | Ali Carter         | England             | 25. Juli 1979                 | 6     | 2009 | 2024 |
| 17    | Stuart Bingham     | England             | 21. Mai 1976                  | 6     | 2011 | 2019 |
| 20    | Ray Reardon        | Wales               | 8. Okt. 1932 – 19. Juli 2024  | 5     | 1974 | 1982 |
| 20    | Stephen Lee        | England             | 12. Okt. 1974                 | 5     | 1998 | 2012 |
| 22    | Ryan Day           | Wales               | 23. März 1980                 | 4     | 2017 | 2022 |
| 22    | Luca Brecel        | Belgien             | 8. März 1995                  | 4     | 2017 | 2023 |
| 22    | Barry Hawkins      | England             | 23. Apr. 1979                 | 4     | 2012 | 2023 |
| 25    | James Wattana      | Thailand            | 17. Jan. 1970                 | 3     | 1992 | 1995 |
| 25    | Paul Hunter        | England             | 14. Okt. 1978 – 9. Okt. 2006  | 3     | 1998 | 2002 |
| 25    | Marco Fu           | Hongkong            | 8. Jan. 1978                  | 3     | 2007 | 2016 |
| 25    | Ricky Walden       | England             | 11. Nov. 1982                 | 3     | 2008 | 2014 |
| 25    | Zhao Xintong       | China Volksrepublik | 3. Apr. 1997                  | 3     | 2021 | 2025 |
| 25    | Gary Wilson        | England             | 11. Aug. 1985                 | 3     | 2022 | 2024 |
| 31    | Cliff Thorburn     | Kanada              | 16. Jan. 1948                 | 2     | 1980 | 1985 |
| 31    | Tony Knowles       | England             | 13. Juni 1955                 | 2     | 1982 | 1983 |
| 31    | Dennis Taylor      | Nordirland          | 19. Jan. 1949                 | 2     | 1984 | 1985 |
| 31    | Doug Mountjoy      | Wales               | 8. Juni 1942 – 14. Feb. 2021  | 2     | 1988 | 1989 |
| 31    | Alan McManus       | Schottland          | 21. Jan. 1971                 | 2     | 1994 | 1996 |
| 31    | Dominic Dale       | Wales               | 29. Dez. 1971                 | 2     | 1997 | 2007 |
| 31    | Graeme Dott        | Schottland          | 12. Mai 1977                  | 2     | 2006 | 2007 |
| 31    | Michael White      | Wales               | 5. Juli 1991                  | 2     | 2015 | 2017 |
| 31    | Anthony McGill     | Schottland          | 5. Feb. 1991                  | 2     | 2016 | 2017 |
| 31    | Joe Perry          | England             | 13. Aug. 1974                 | 2     | 2015 | 2022 |
| 31    | Robert Milkins     | England             | 6. März 1976                  | 2     | 2022 | 2023 |
| 42    | John Spencer       | England             | 18. Sep. 1935 – 11. Juli 2006 | 1     | 1977 | 1977 |
| 42    | Terry Griffiths    | Wales               | 16. Okt. 1947 – 1. Dez. 2024  | 1     | 1979 | 1979 |
| 42    | Alex Higgins       | Nordirland          | 18. März 1949 – 24. Juli 2010 | 1     | 1982 | 1982 |
| 42    | Willie Thorne      | England             | 4. März 1954 – 17. Juni 2020  | 1     | 1985 | 1985 |
| 42    | Silvino Francisco  | Sudafrika 1961      | 3. Mai 1946 – 14. Dez. 2024   | 1     | 1985 | 1985 |
| 42    | Joe Johnson        | England             | 29. Juli 1952                 | 1     | 1986 | 1986 |
| 42    | Neal Foulds        | England             | 13. Juli 1963                 | 1     | 1986 | 1986 |
| 42    | Tony Meo           | England             | 4. Okt. 1959                  | 1     | 1989 | 1989 |
| 42    | Mike Hallett       | England             | 2. Juli 1959                  | 1     | 1989 | 1989 |
| 42    | Steve James        | England             | 2. Mai 1961                   | 1     | 1990 | 1990 |
| 42    | Bob Chaperon       | Kanada              | 18. Mai 1958                  | 1     | 1990 | 1990 |
| 42    | Tony Jones         | England             | 15. Apr. 1960                 | 1     | 1991 | 1991 |
| 42    | Dave Harold        | England             | 9. Dez. 1966                  | 1     | 1993 | 1993 |
| 42    | Nigel Bond         | England             | 15. Nov. 1965                 | 1     | 1996 | 1996 |
| 42    | Fergal O’Brien     | Irland              | 8. März 1972                  | 1     | 1999 | 1999 |
| 42    | Chris Small        | Schottland          | 26. Sep. 1973                 | 1     | 2002 | 2002 |
| 42    | David Gray         | England             | 9. Feb. 1979                  | 1     | 2003 | 2003 |
| 42    | Matthew Stevens    | Wales               | 11. Sep. 1977                 | 1     | 2003 | 2003 |
| 42    | Martin Gould       | England             | 14. Sep. 1981                 | 1     | 2016 | 2016 |
| 42    | Liang Wenbo        | China Volksrepublik | 5. März 1987                  | 1     | 2016 | 2016 |
| 42    | Mark King          | England             | 28. März 1974                 | 1     | 2016 | 2016 |
| 42    | Anthony Hamilton   | England             | 29. Juni 1971                 | 1     | 2017 | 2017 |
| 42    | Michael Georgiou   | Zypern Republik     | 18. Jan. 1988                 | 1     | 2018 | 2018 |
| 42    | Jimmy Robertson    | England             | 3. Mai 1986                   | 1     | 2018 | 2018 |
| 42    | Thepchaiya Un-Nooh | Thailand            | 18. Apr. 1985                 | 1     | 2019 | 2019 |
| 42    | Matthew Selt       | England             | 7. März 1985                  | 1     | 2019 | 2019 |
| 42    | Yan Bingtao        | China Volksrepublik | 16. Feb. 2000                 | 1     | 2019 | 2019 |
| 42    | Michael Holt       | England             | 7. Aug. 1978                  | 1     | 2020 | 2020 |
| 42    | Jordan Brown       | Nordirland          | 9. Okt. 1987                  | 1     | 2021 | 2021 |
| 42    | David Gilbert      | England             | 12. Juni 1981                 | 1     | 2021 | 2021 |
| 42    | Hossein Vafaei     | Iran                | 14. Sep. 1994                 | 1     | 2022 | 2022 |
| 42    | Fan Zhengyi        | China Volksrepublik | 27. Jan. 2001                 | 1     | 2022 | 2022 |
| 42    | Chris Wakelin      | England             | 16. März 1992                 | 1     | 2023 | 2023 |
| 42    | Zhang Anda         | China Volksrepublik | 25. Dez. 1991                 | 1     | 2023 | 2023 |
| 42    | Xiao Guodong       | China Volksrepublik | 10. Feb. 1989                 | 1     | 2024 | 2024 |
| 42    | Tom Ford           | England             | 17. Aug. 1983                 | 1     | 2024 | 2024 |
| 42    | Lei Peifan         | China Volksrepublik | 31. Mai 2003                  | 1     | 2024 | 2024 |

## Nationenwertung
- Platz: Ordnet die Nationen nach Anzahl ihrer Turniersiege. Bei Gleichstand wird zunächst die Nation genannt, für die ein Spieler sein erstes Turnier zu einem früheren Zeitpunkt gewonnen hat.
- Nation: Nennt die Nation.
- Spieler: Nennt die Anzahl der Spieler einer Nation, die ein Turnier gewonnen hat.
- Siege: Nennt die Anzahl der Turniersiege aller Spieler für ihre Nation.
- Von: Nennt das erste Kalenderjahr, in dem ein Spieler einer Nation ein Turnier gewonnen hat.
- Bis: Nennt das letzte Kalenderjahr, in dem ein Spieler einer Nation ein Turnier gewonnen hat.

| Platz | Nation              | Spieler | Siege | Von  | Bis  |
| ----- | ------------------- | ------- | ----- | ---- | ---- |
| 1     | England             | 39      | 229   | 1977 | 2025 |
| 2     | Schottland          | 7       | 83    | 1987 | 2025 |
| 3     | Wales               | 8       | 43    | 1974 | 2024 |
| 4     | Australien          | 1       | 25    | 2006 | 2025 |
| 5     | Volksrepublik China | 8       | 24    | 2005 | 2025 |
| 6     | Nordirland          | 4       | 15    | 1982 | 2024 |
| 7     | Irland              | 2       | 7     | 1993 | 2006 |
| 8     | Thailand            | 2       | 4     | 1992 | 2019 |
| 8     | Belgien             | 1       | 4     | 2017 | 2023 |
| 10    | Kanada              | 2       | 3     | 1980 | 1990 |
| 10    | Hongkong            | 1       | 3     | 2007 | 2016 |
| 12    | Südafrika           | 1       | 1     | 1985 | 1985 |
| 12    | Zypern              | 1       | 1     | 2018 | 2018 |
| 12    | Iran                | 1       | 1     | 2022 | 2022 |

## Statistik
- Jüngster Turniersieger bisher ist Ronnie O’Sullivan, der die UK Championship 1993 eine Woche vor seinem 18. Geburtstag gewonnen hat. Nachdem er achtzehn Jahre alt geworden war, siegte Ding Junhui zwei Tage später bei den China Open 2005.
- Der älteste Sieger eines Ranglistenturniers ist Ray Reardon, der das Professional Players Tournament 1982 kurz nach seinem 50. Geburtstag gewinnen konnte. Der älteste Spieler am Tag seines ersten Turniersiegs war Doug Mountjoy mit 46 Jahren (UK Championship 1988).
- Turniersiege über die längste Zeitspanne kann John Higgins vorweisen: Zwischen seinem ersten Erfolg am 23. Oktober 1994 beim Grand Prix 1994 und seinem bisher letzten am 6. April 2025 bei den Tour Championship 2025 liegen 30 Jahre und 165 Tage.
- Den längsten Zeitabstand zwischen zwei Turniersiegen desselben Spielers hat Jimmy White vorzuweisen: Zwischen seinen beiden letzten Titeln vergingen zwölf Jahre. Auf Platz 2 in dieser Statistik liegt Dominic Dale, der seine beiden einzigen Erfolge im Abstand von zehn Jahren erzielte.
- Sechs Turniersiege in einer Saison erzielte Judd Trump (2019/20).
- Mit neun Ausnahmen sind alle Turniersieger im Laufe ihrer Karriere in die Top 16 der Weltrangliste eingezogen: Dominic Dale (trotz zweier Siege), Bob Chaperon (British Open 1990), Michael Georgiou (Snooker Shoot-Out 2018), Jimmy Robertson (European Masters 2018), Matthew Selt (Indian Open 2019), Michael Holt (Snooker Shoot-Out 2020), Jordan Brown (Welsh Open 2021), Fan Zhengyi (European Masters 2022) und Lei Peifan (Scottish Open 2024).
- 23 der 78 Turniersieger wurden im Laufe ihrer Karriere Weltmeister. Der erfolgreichste Spieler, der nie Weltmeister wurde, ist Ding Junhui mit 15 Turniersiegen.
- Matthew Stevens weist die schlechteste Finalquote aller Turniersieger auf. Seinem einzigen Sieg bei der UK Championship 2003 stehen sieben Finalniederlagen gegenüber.
- Das Vereinigte Königreich dominiert bisher den Snookersport: 370 der 443 ausgespielten Turniere wurden von Spielern aus England, Schottland, Wales oder Nordirland gewonnen.
- Vier Turniersiege in Folge konnte nur Stephen Hendry im Jahre 1990 erzielen. Drei Turniersiege in Folge gelangen vier weiteren Spielern: Ray Reardon, Steve Davis,  Ding Junhui und Judd Trump.[1]